# Violeta mordente 5
Violeta mordente 5  é o composto orgânico, corante azocomposto, de fórmula C16H11N2NaO5S e massa  molecular 366,32. Classificado com o número CAS 2092-55-9, C.I. 15670  e CBNumber CB9121434. É solúvel em água resultando numa solução magenta, solúvel em etanol resultando em solução vermelho alaranjado, levemente solúvel em acetona. 

## Obtenção
É obtido pela diazotação do ácido 3-amino-4-hidroxibenzenossulfônico (na figura, em vermelho) e copulação com naftaleno-2-ol (em azul).

## Usos
Usado em tintas, como corante laser, na fabricação de polímeros de vinyl, têxteis, determinação de ferro, cálcio, alumínio, tântalo, monitoração de dureza em água industrial, medição de dióxido de cloro em água potável, agentes hipoglicêmicos, fluorocromo nuclear.

## Segurança
É um agente mutagênico.